# Stephanopodium magnifolium
Stephanopodium magnifolium là một loài thực vật thuộc họ Dichapetalaceae. Đây là loài đặc hữu của Brasil.